# Мишеві (підродина)
Мишеві (Murinae) — підродина мишоподібних гризунів, що містить щонайменше 129 родів і 584 види (2005). Вони поширені в Європі, Азії, Африці, Австралії. Деякі види також завезені на інші континенти. Миша хатня і пацюк є важливими лабораторними тваринами. Скам'янілості відомі з середнього міоцену, віком до 14 млн років.

## Морфологія
Murinae значно різняться за зовнішнім виглядом. Phloeomys і Mallomys з довжиною тіла до 48 см і майже такої ж довжини хвостом, можуть досягати ваги від 1,5 до 2 кг. Micromys же досягає довжини тіла максимум 7,5 сантиметрів, а ваги — від 5 до 7 грам. Забарвлення, довжина хвоста і тіла значно варіюються залежно від способу життя. Ікла і премоляри відсутні, вони мають не більше трьох молярів, але іноді тільки один або два. Хвіст завжди добре розвинений, ніколи не коротший, ніж половина тіла. Murinae можуть бути наземними, деревними або водними. Голова велика, морда, як правило, загострена і більш подовжена у комахоїдних видів, щільно вкрита більш-менш довгими вусами. Очі часто помітні, вуха великі, хоча у водних форм вушна раковина недорозвинена або практично відсутня.

## Систематика
- Триба Apodemini

Apodemus  — Польові миші

†Rhagamys

Tokudaia

- Триба Arvicanthini

Aethomys

Arvicanthis

†Canariomys

Dasymys

Dephomys

Desmomys

Golunda

Grammomys

Hadromys

Hybomys

Lamottemys

Lemniscomys

†Malpaisomys

Micaelamys

Micalaemys

Mylomys

Oenomys

Pelomys

†Proaethomys

Rhabdomys

†Stephanomys

Stochomys

Thallomys

Thamnomys

- Триба Hydromyini

Abeomelomys

Anisomys

Apomys

Archboldomys

Baiyankamys

Brassomys

Celaenomys

Chiruromys

Chrotomys

Coccymys

Conilurus

†Coryphomys

Crossomys

Hydromys

Hyomys

Leggadina

Leporillus

Leptomys

Lorentzimys

Macruromys

Mallomys

Mammelomys

Mastacomys

Melomys

Mesembriomys

Microhydromys

Mirzamys

Notomys

Parahydromys

Paraleptomys

Paramelomys

Pogonomelomys

Pogonomys

Protochromys

Pseudohydromys

Pseudomys

Rhynchomys — Ринхомис

Solomys

Soricomys

†Spelaeomys

Xenuromys

Xeromys

Uromys

Zyzomys

- Триба Malacomyini

Malacomys

- Триба Millardini

Cremnomys

Madromys

Millardia

Diomys

- Триба Murini

Mus — Миша

Muriculus

- Триба Otomyini

Myotomys

Otomys

Parotomys

- Триба Phloeomyini

Batomys

Carpomys

Crateromys

Musseromys

Phloeomys

- Триба Praomyini

Colomys

Heimyscus

Hylomyscus

Mastomys

Myomyscus

Nilopegamys

Praomys

Stenocephalemys

Zelotomys

- Триба Rattini

Abditomys

Anonymomys

Bandicota  — Бандікота

Berylmys

Bullimus

Bunomys

Chiromyscus

Chiropodomys

Crunomys

Dacnomys

Diplothrix

Echiothrix

Eropeplus

Haeromys

Halmaheramys

Hapalomys

Kadarsanomys

Komodomys

Lenomys

Lenothrix

Leopoldamys

Limnomys

Margaretamys

Maxomys

Melasmothrix

Micromys - Мишка

Nesokia

Nesoromys

Niviventer

Palawanomys

Papagomys

Paruromys

Paucidentomys

Paulamys

Pithecheir

Pithecheirops

Rattus  — Пацюк

Saxatilomys

Sommeromys

Srilankamys

Stenomys

Sundamys

Taeromys

Tarsomys

Tateomys

Tonkinomys

Tryphomys

Vandeleuria

Vernaya

Waiomys

- incerta sedis

†Allorattus

†Antemus

†Anthracomys

†Beremendimys

†Castillomys

†Castromys

†Chardinomys

†Dilatomys

†Euryotomys

†Hooijeromys

†Huaxiamys

†Huerzelerimys

†Karnimata

†Kritimys

†Linomys

†Mikrotia

†Orientalomys

†Paraethomys

†Parapodemus

†Parapelomys

†Progonomys

†Qianomys

†Ratchaburimys

†Rhagapodemus

†Saidomys

†Wushanomys

†Yunomys

## Ресурси Інтернету
- http://bvi.rusf.ru/taksa/s0094/s0094911.htm#t [Архівовано 11 квітня 2018 у Wayback Machine.]